# Отторженная возвратих

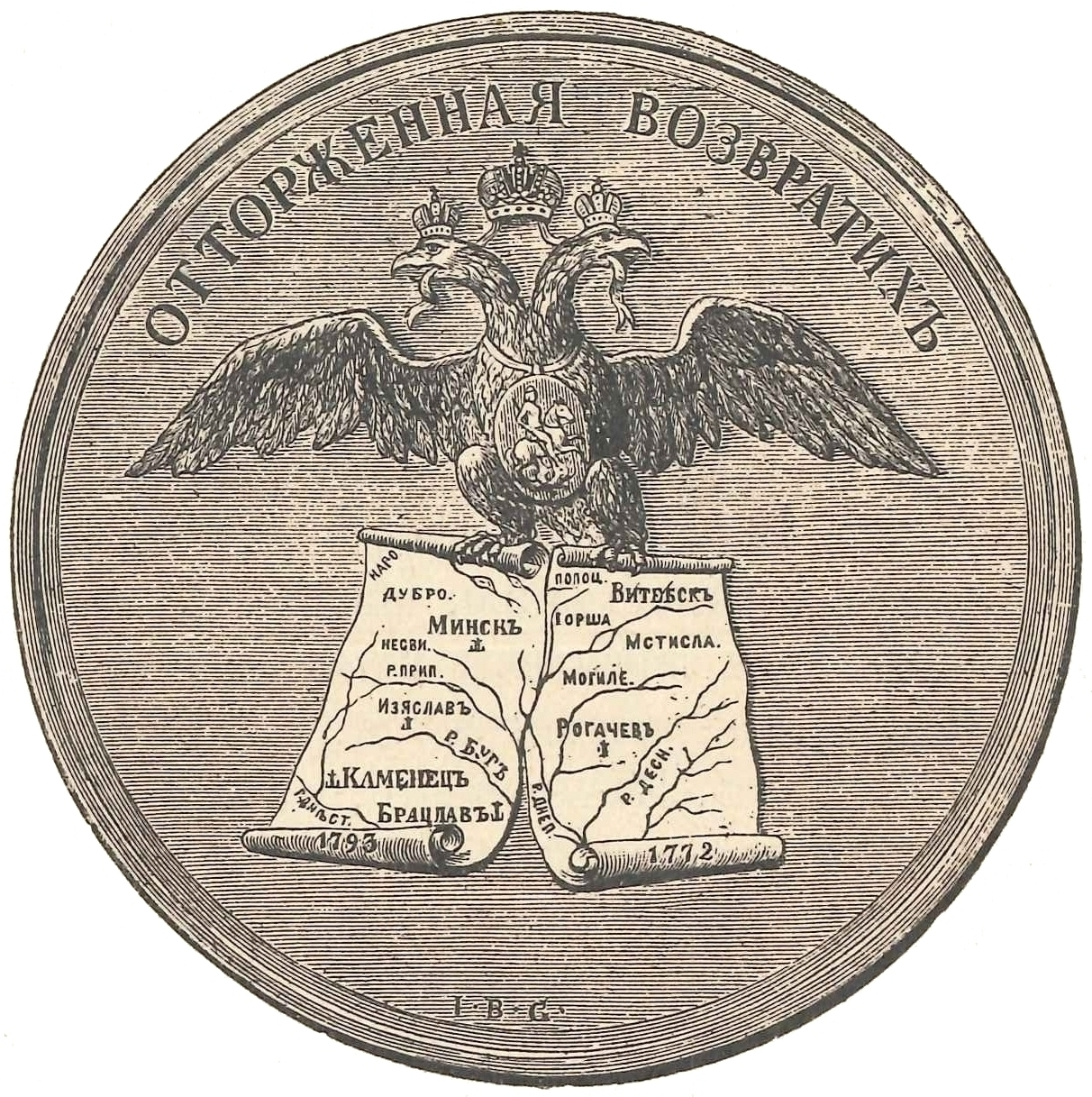
Медаль із зображенням двоголового орла, що тримає карти земель, приєднаних у 1772 та 1793

Отторженная возвратих, Відторгнене повертається, відторгнуте повернула (церк.-слов. Ѿто́рженнаѧ возврати́хъ) — девіз часів російської імператриці Катерини II, пов'язаний з розділами Речі Посполитої і приєднанням західноруських земель до Російської імперії.
У ньому було відображено бачення цих подій російською стороною як справедливе та легітимне повернення до складу єдиної Російської держави відібраних земель Київської Русі. Приєднання до Росії західноруських земель сприймалося у рамках державотворчої концепції триєдиного російського народу і розглядалося як продовження вікового процесу збирання російських земель. Очевидно, фраза відсилає до формулювання імператриці в «Маніфесті з нагоди приєднання до Росії губернії Ізяславської, Брацлавської, Мінської» 1793 року, де йдеться, що розділ Речі Посполитої дозволив Росії «повернути їй давнє її багатство, більшу частину єдиновірного з нею населення, від предків наших до часу внутрішніх заколотів та зовнішніх навал несправедливо відторгнуте, (…) без пострілу приєднати».
Фраза церковнослов'янською мовою була вигравіювана за наказом імператриці на пам'ятних медалях, що видаються російським військовим за заслуги придушення польських повстанців. Крім цього, вона була висічена на пам'ятнику Катерині II у Вільні.
За словами Михайла Кояловича, вибитий на медалі з нагоди розділів Польщі «знаменитий вираз» відторгнене повернула є цілком природне і законне позначення вікового процесу між Росією і Польщею через Західну Русь, яку Росія завжди розглядала як свою землю і завжди нагадувала про це Польщі.
Примітно, що після ухвалення Священним Синодом у 1839 рішення щодо приєднання Греко-католицької церкви до Російської православної церкви на спеціально відлитій пам'ятній золотій медалі було накреслено: «Відторгнуті насильством (1596), возз'єднані любов'ю (1839)» (1596 відправляв до укладання Берестейської церковної унії).